# Blaž Cvitanović
Don Blaž Cvitanović (Veli Iž, 1. siječnja 1844. — Veli Iž, 25. veljače 1932.), hrvatski rimokatolički svećenik i prirodoslovac

## Životopis
Rodio se je u Velom Ižu. U Zadru je završio gimnaziju i teologiju završio u Zadru. Zaredio se je za katoličkog svećenika. Služio u župama na otocima i u Ravnim kotarima (Molatu, Brguljama, Škabrnji, Neviđanima, Dobropoljani i Velom Ratu). Na nj je utjecao Špiro Brusina iz Zadra. U trećoj se životnoj dobi tako zanio za konkiliologijom pa je sa 61-om godinom počeo intenzivno skupljati školjke. Slao ih je Brusini u Zagreb (za Prirodoslovni muzej) te muzejima, samostanima i pojedincima u Hrvatskoj, Austriji i Italiji. U razdoblju od 1905. do 1916. formirao je zbirku školjaka od 787 vrsta iz Velog Rata. U zbrici je bilo više rijetkih vrsta. Ustanovilo se da je tu i šest vrsta školjaka dotada nepoznatih u Jadranu. Za znanstvenu klasifikaciju mnogo su mu pomogli Brusina i poznati konkiolog Tommaso Natale, markiz di Monterosato iz Palerma. Cvitanoviću u čast Brusina je jednu dotada nepoznatu vrstu okamenjene školjke nazvao Congeria Cvitanović — Brusina. Cvitanović je glavni dio svoje zbirke prodao 1917. u Zadar, gdje je bila izložbeno postavljena. U Split je prenesena 1920. godine i izložena u Prirodoslovnom muzeju na Marjanu. U Smotri dalmatinskoj objavio je djelo Bogata fauna školjkaša u Velom Ratu.
Cvitanovićeva zbirka je druga po vrijednosni i raznolikosti vrsta u marjanskom Prirodoslovnom muzeju. Zbirku čine jadranske životinje. Brusina je determinirao većinu zbirke kao i markiz di Monterosato. U zbirci je sabrano više od 800 vrsta mekušaca u preko desetak tisuća egzemplara. Osim gotovo svih jadranskih školjkaša i puževa, tu je nekoliko zanimljivih unikata. Tijekom rata zbirku je bio kupio Zadružni savez, koji ju je pri osnutku Prirodoslovnog muzeja predao istom na pohranu.:21., 27.